# Blumenthal Brothers Chocolate Company
Blumenthal Brothers Chocolate Company (рус. Шоколадная компания братьев Блюменталь) — производитель шоколада из Филадельфии. Предприятие существовало с 1900 по 1969 год. Его завод располагался на улицах Маргарет и Джеймс в городском районе Франкфорд. Наиболее известные продукты компании: Goobers, Raisinets, Sno-Caps и батончик Chunky.

## История

### Начало
В 1895 году Джозеф Блюменталь, сын Самуэля и Генриетты Блюменталей, основал компанию Peerless Extract Company, которая к 1900 году стала называться Blumenthal Brothers Extract Company. 1900 считался годом основания компании, хотя официальное партнёрство братья Блюментали — Джозеф, Абрахам, Аарон, Джейкоб и Мозес подписали в 1905 году.
Сначала компания занималась производством технических продуктов — какао-жмыха и какао-порошка. Затем, к середине 20-х годов, освоила выпуск сладких снеков: арахиса в шоколаде (Goobers) и изюма в шоколаде (Raisinets). В дальнейшем Blumenthal Brothers стали выпускать Sno-Caps — небольшие шоколадные капельки, обсыпанные нонпаре́лью, то есть мелким белым драже из сахарной пудры и крахмала. Внешний вид конфеты напоминал заснеженную шапочку. Кроме этих изделий компания братьев Блюменталей выпускала и многие другие, но в основном с упором на мелкоштучную форму.
Ещё до начала выпуска своих самых известных продуктов, в 1910 году, компания выкупила участок земли на углу улиц Маргарет и Джеймс в районе Франкфорд. С севера участок компании был ограничен железной дорогой, и фасад здания компании был обращён в сторону путей, предположительно, для рекламы среди прибывающих к станции «Брайдсбург» пассажиров. Известно, что здание функционировало уже в 1911 году, но в дальнейшем было демонтировано.

### Расцвет
Бизнес братьев Блюменталей продолжал расти вместе с ростом киноиндустрии. Нишей компании были снеки, продаваемые в кинотеатрах. Продукты имели удобную для употребления во время сеанса упаковку. Многие зрители смешивали попкорн со сладостями, и эта традиция сохранилась до настоящего времени. Известно, что основной доход кинотеатры получали именно с продажи снеков, а учитывая, что упаковку традиционных пятицентовых сладостей от Blumenthal Brothers они закупали по 1,25 цента, взаимный интерес кондитеров и прокатчиков был очевиден.
Кроме мелкоштучной продукции Blumenthal Brothers Chocolate Company производила:
- какао-порошок;
- продукты для покрытия (глазировки), применяемые в промышленности и домашней кулинарии[1];
- специализированный шоколад[* 2];
- масло какао;
- какао-массу и
- смесь какао-порошка и какао-массы[3].

В конце 1930-х в компанию пришло второе поколение Блюменталей среди которых был Бернхард «Бад» С. Блюменталь, ставший в 1938 году в возрасте 26 лет президентом Blumenthal Brothers. Во время Второй мировой войны Бад и Ларри (Лоуренс) Блюментали присоединились к вооружённым силам, а Шоколадная компания перешла на снабжение снеками армии США.
Послевоенное финансовое состояние компании позволило в 1948 году приобрести дополнительные площади под расширение производства. Золотой юбилей компания встретила во всеоружии, перевалив за 10 млн долларов продаж в год. В своём интервью Бад Блюменталь декларировал, что, являясь семейной компанией, Blumenthal Brothers видят своей первоочередной задачей трудоустройство членов семьи. Но такое неприкрытое приглашение третьего поколения Блюменталей к работе на компанию не сработало. И хотя 50-е годы были золотым временем для Компании, а в 1958 году даже были выпущены бонды для инвесторов, следующее десятилетие стало закатом для Blumenthal Brothers Chocolate Company.

### 1960-е
Точные причины причины закрытия бизнеса братьев Блюменталь неизвестны. Те, что были названы при продаже компании (отсутствие преемников), вызывают сомнение. Фактом является то, что если в 1958 году компания Blumenthal Brothers выпускала бонды, то есть ценные бумаги длительного действия с гарантированным доходом, то в 1968 году Блюментали подписали соглашение по переходу «под зонтик» Ward Foods Incorporated. Нельзя сказать, что Компания не пыталась приспособиться. Например известно, что с начала 60-х Blumenthal Brothers рекламировалась на каналах Национальной широковещательной корпорации.

### Правовые трудности
В 1968 году Луис Перес, сотрудник Блюменталя, подал на компанию в Верховный суд Пенсильвании иск, заявив, что он был вынужден работать в условиях сильной концентрации пыли и чрезмерной жары на рабочем месте. Высокий суд подтвердил решение суда низшей инстанции в его пользу, вынудив компанию выплатить ему компенсацию.
В 1974 году компания снова предстала перед судом, на этот раз за фальсификацию ее валового дохода путем тайного производства продукции за пределами штата Пенсильвания, чтобы не разглашать в среднем 5 миллионов долларов в год.
Судебные дела нанесли компании финансовый ущерб и в конечном итоге привели к банкротству. В 1984 году Terson Company и ее бренды Ward, наиболее известные в то время шоколадными конфетами Chunky, передали объединенные кондитерские компании Nestle и права на свою продукцию, чтобы сохранить свое наследие. Флагманские продукты Blumenthal: Goobers, Raisinets и Sno-Caps. Совсем недавно Nestle продала их вместе с другими продуктами компании Ferrero в январе 2018 года за 2,8 миллиарда долларов.

## Итоги деятельности
Компания была основана в 1900 году и просуществовала под управлением семьи Блюменталь до 1969 года, когда была продана Ward Foods, конгломерату из Нью-Йорка, наиболее известному по производству хлеба Tip Top. Как сообщается, основной причиной продажи стало то, что только немногие представители семьи Блюменталей третьего поколения были заинтересованы в управлении компанией. После продажи была образована новая компания Ward Candy, президентом которой стал Бернхард С. Блюменталь. После смерти Эла Эрлиха, одного из менеджеров компании, она столкнулась с финансовыми трудностями, которые в конце концов привели к продаже Nestle в начале 1984 года торговых марок компании.
Юридические трудности, отмеченные в 1974 году, возникли через пять лет после того, как компания была продана Ward Foods ; Компания Terson приобрела Ward Foods в 1981 году, в то время как Ward постоянно теряла 7,2 миллиона долларов в год. Окончательная продажа Ward Foods Candy Segment и нескольких его брендов произошла 3 года спустя, 9 января 1984 года, когда компания, находившаяся под экспертным управлением компании Terson, продала свои бренды Nestle, гарантируя, что поколения будут продолжать наслаждаться этими историческими конфетами.

## Известные конфеты
- Goobers, арахис в шоколаде, представленный в 1925 году[12].
- Malteens, солодовые шарики в шоколаде
- Микс фруктов и орехов
- Угощения из молочного шоколада, которые были почти идентичны Hershey Kisses.
- Массивные батончики Chunky, шоколадная плитка трапециевидной формы с орехами и изюмом
- Sno Caps, полусладкие шоколадные конфеты, покрытые белой нонпарелью, представленные в 1927 году.
- Изюм Raisinets, просто изюм в шоколадной глазури, представленный в 1927 году[13].

## Галерея

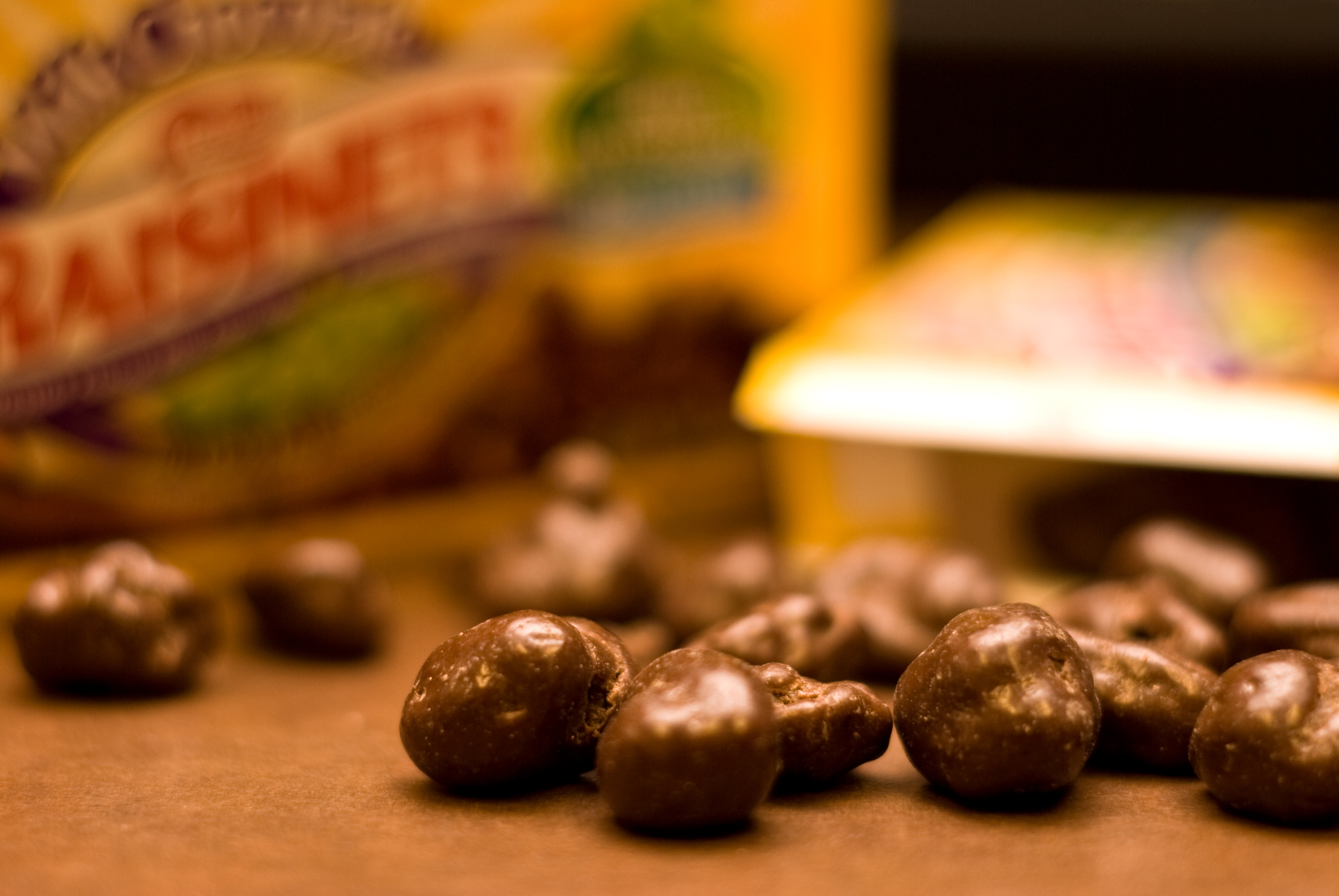
Raisinets на фоне своей упаковки
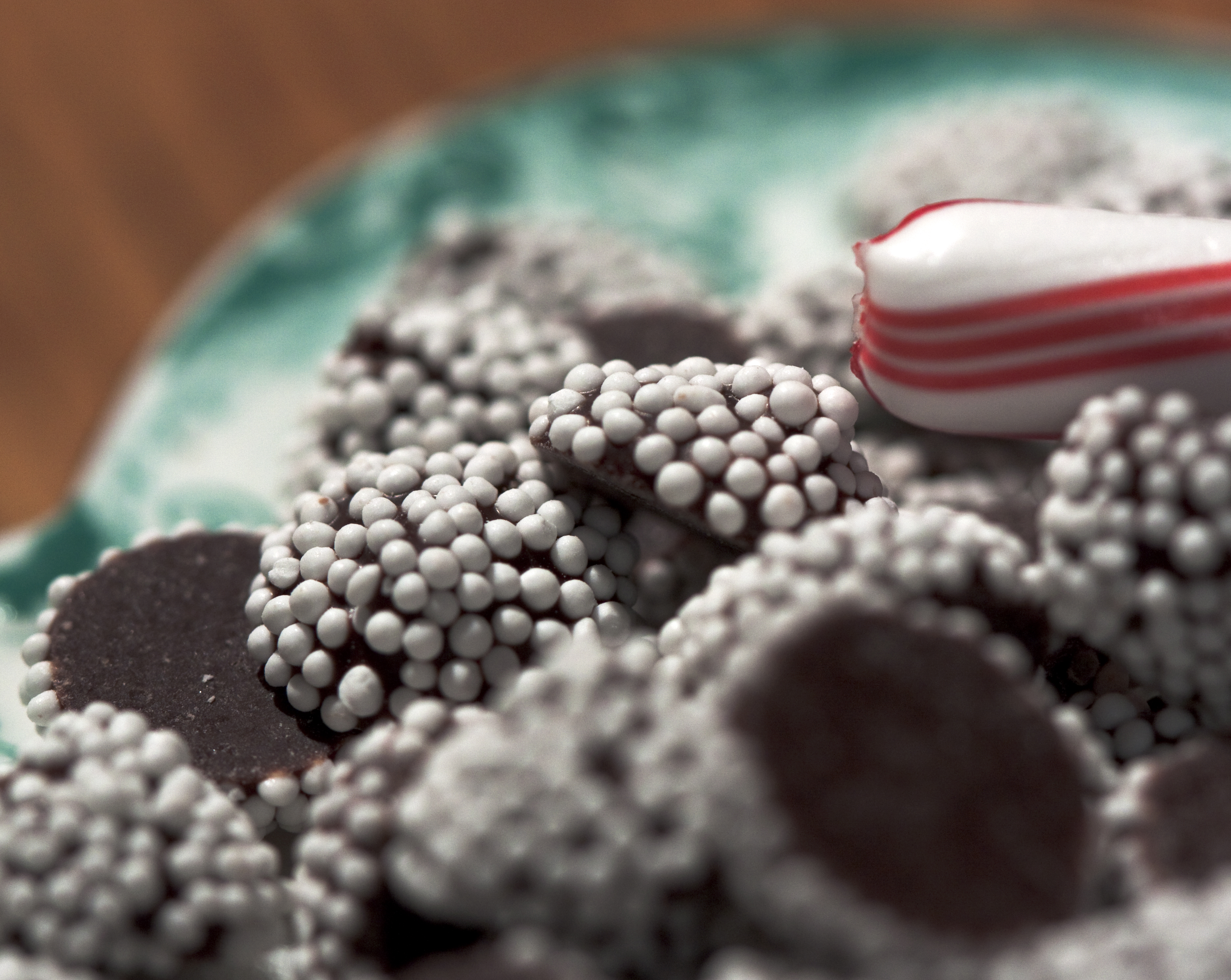
Рождественский натюрморт с конфетами Sno-Caps
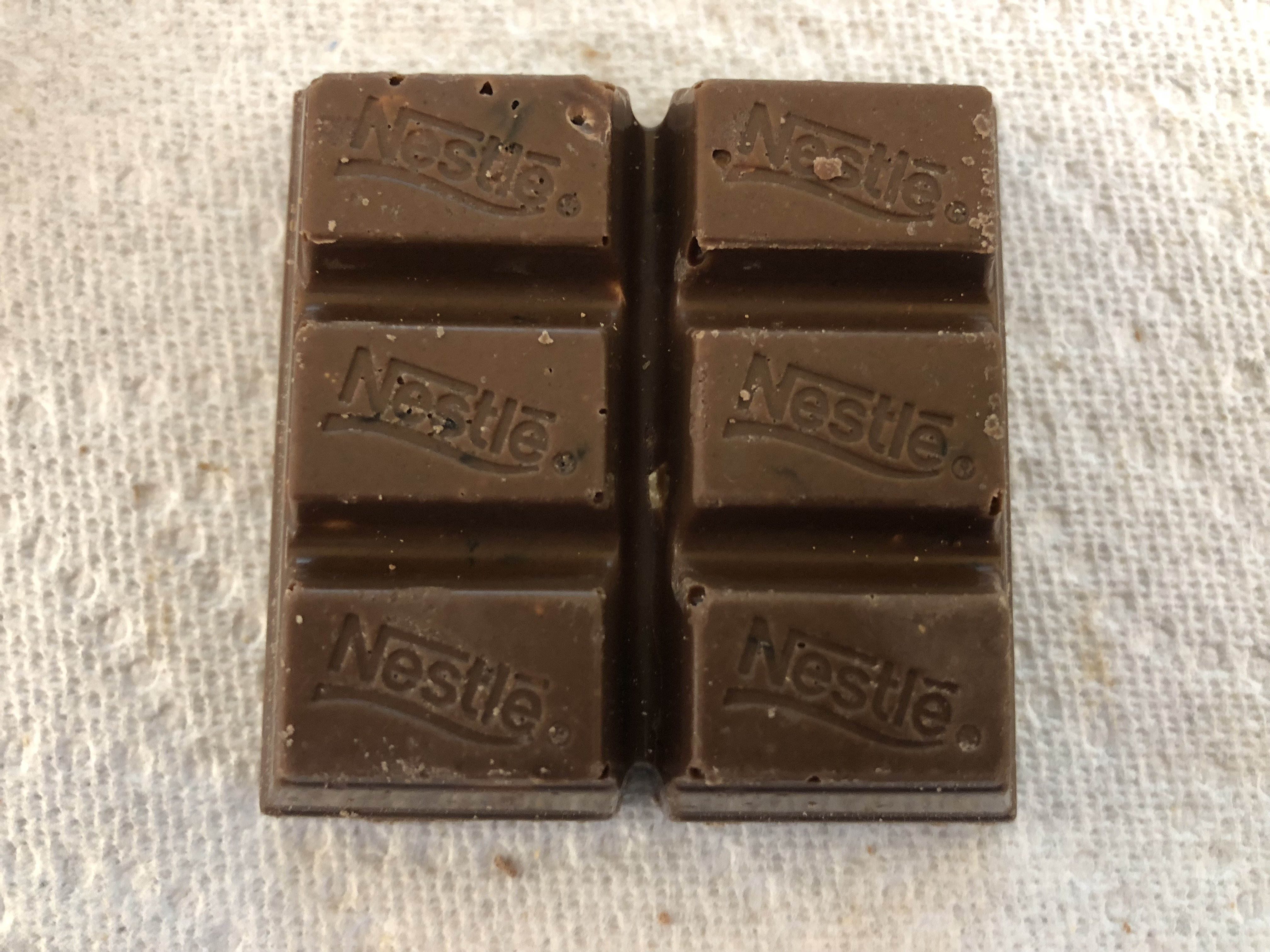
Батончик Chunky в исполнении от Nestlé

### Комментарии
1. ↑  В некоторых источниках указан район Брайдсбург[1], что не соответствует действительности: в 1916 году американский архитектурный журнал The Brickbuilder опубликовал фотографию построенного здания. В подписи было указано, что это район Франкфорд[2]. Возможмо сбивает с толку то, что недалеко, на территории района Франкфорд, расположена железнодорожная станция «Брайдсбург».
2. ↑  Витаминизированные шоколадные батончики, которые во время Второй мировой войны носили название «Рацион D»[3].
3. ↑  Примерно 110 млн. долларов в современных ценах[5].
4. ↑  Устаревание производства показывают также возникшие во второй половине 60-х судебные процессы: работник фабрики Луис Перес требовал компенсации за нездоровые условия труда (то есть условия труда, не соответствующие современным для тех времён медицинским требованиям); в другом процессе кондитерская фирма The Chunky Corporation потребовала компенсации за поставленное Blumenthal Brothers некачественное сырьё — молочный шоколад был заражен сальмонеллой (то есть технический процесс у Блюменталей не соответствовал современным на то время санитарным требованиям).
5. ↑  В качестве возможных причин может быть назван кризис кинематографа США 60-х годов, приведший в конечном итоге к появлению «Нового Голливуда»; активное развитие телевидения, которое, как и первая причина, привело к оттоку зрителей из кинотеатров. Кроме того можно предположить неумение руководства работать в новых условиях падающего спроса, что в конечном итоге привело к необходимости неких «налоговых манипуляций» к середине 60-х.